# Přívoz Lahovičky – Nádraží Modřany

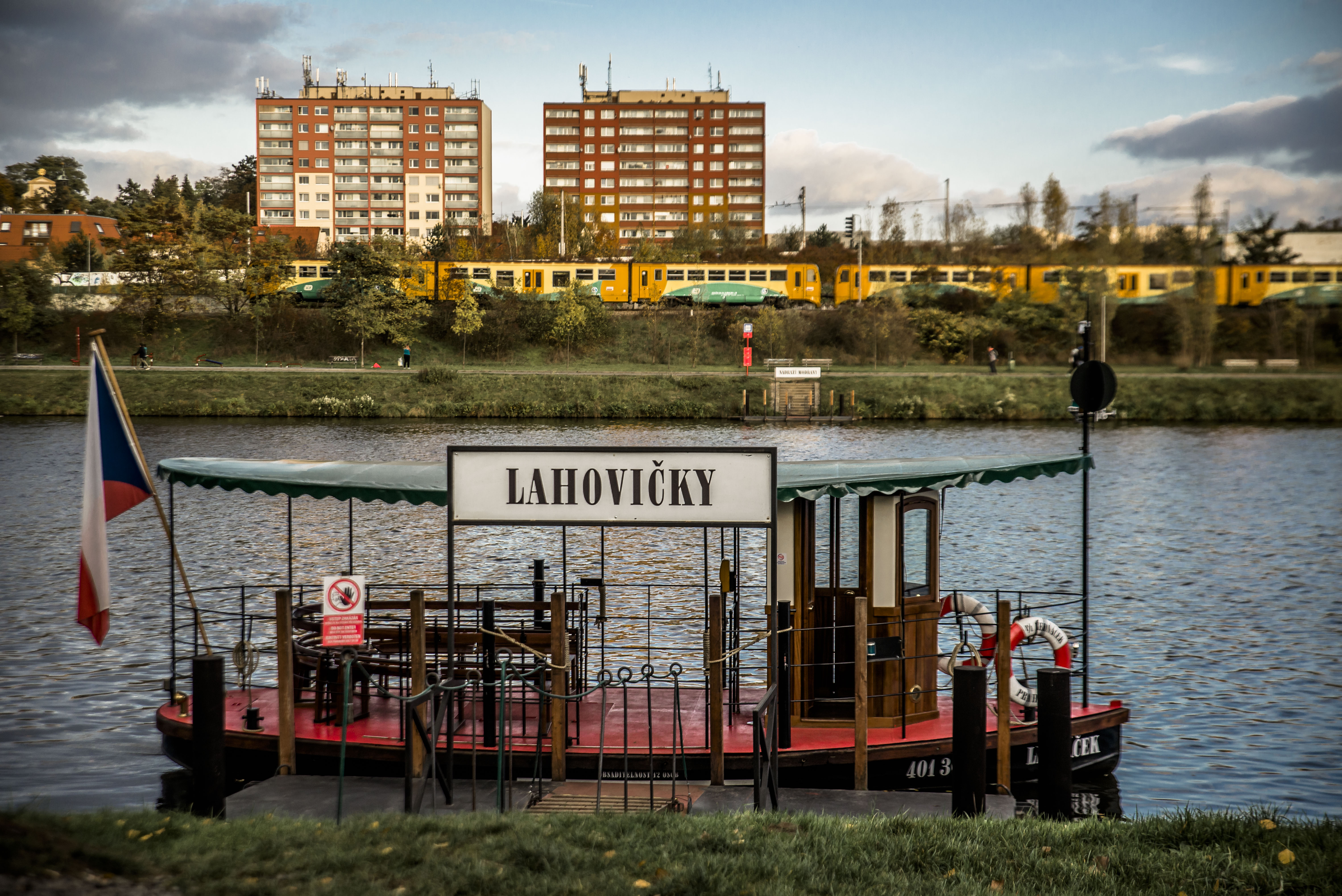
Převozní loď Ledňáček v přístavišti v Lahovičkách

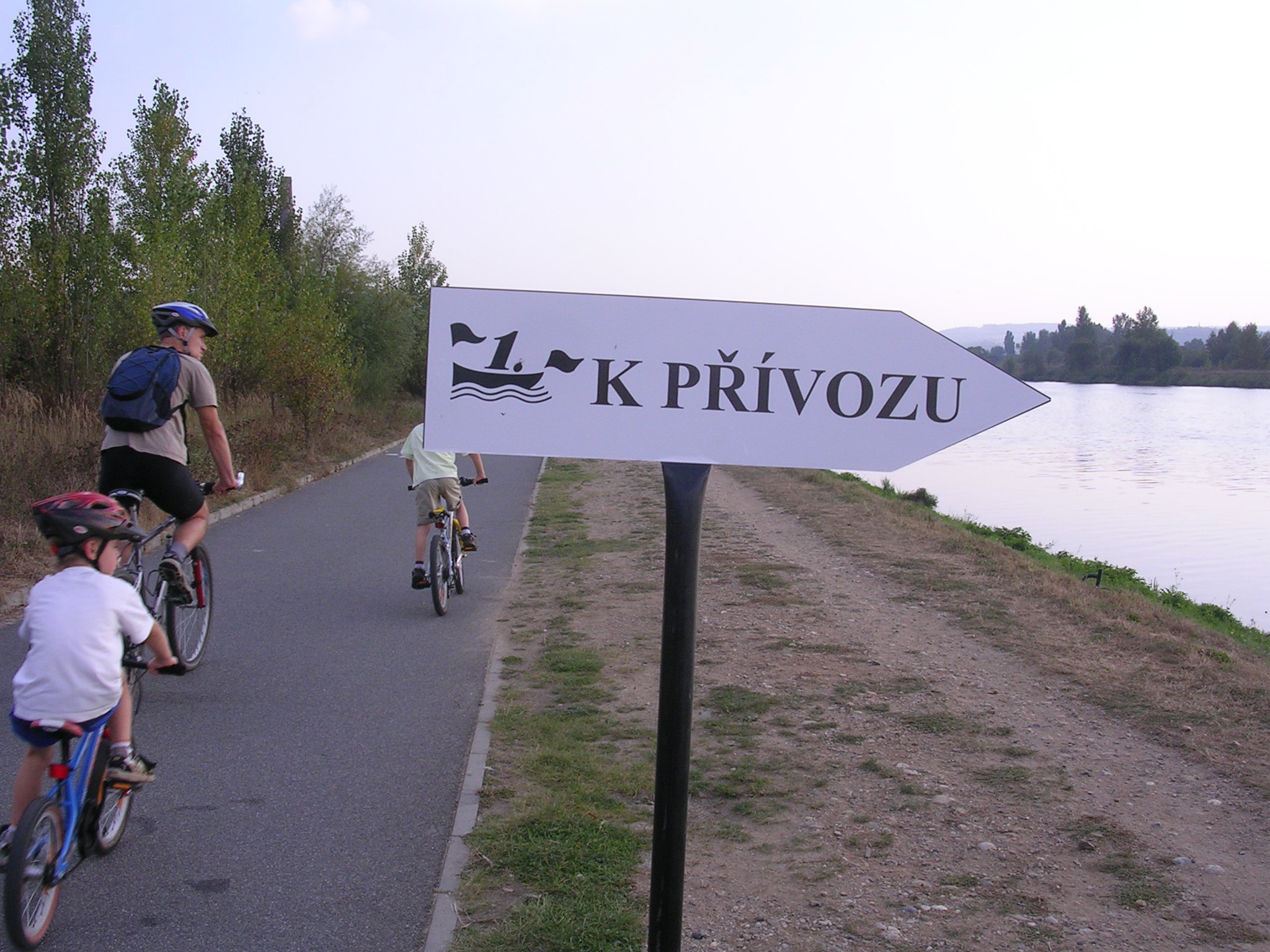
Cyklostezka s trasou A2 na pravém břehu Vltavy

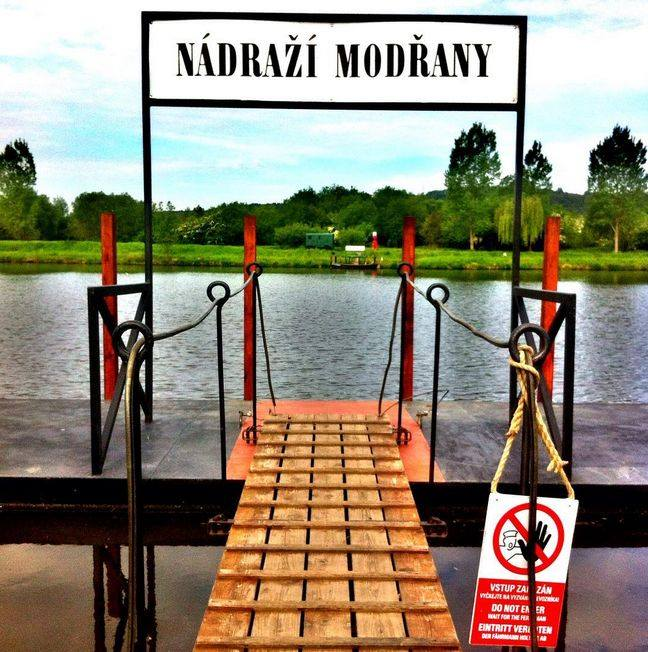
Přístaviště Modřany

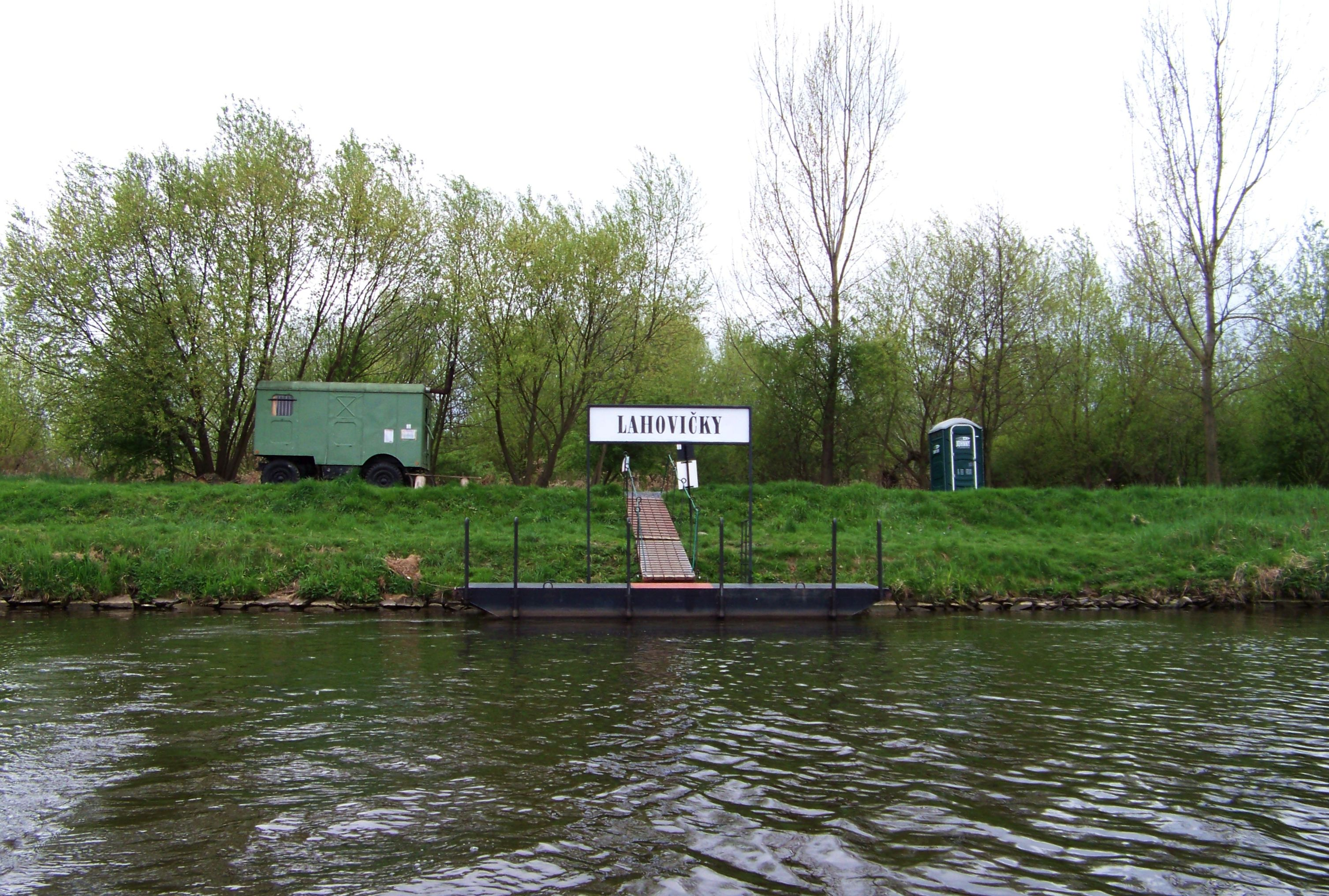
Přístaviště Lahovičky

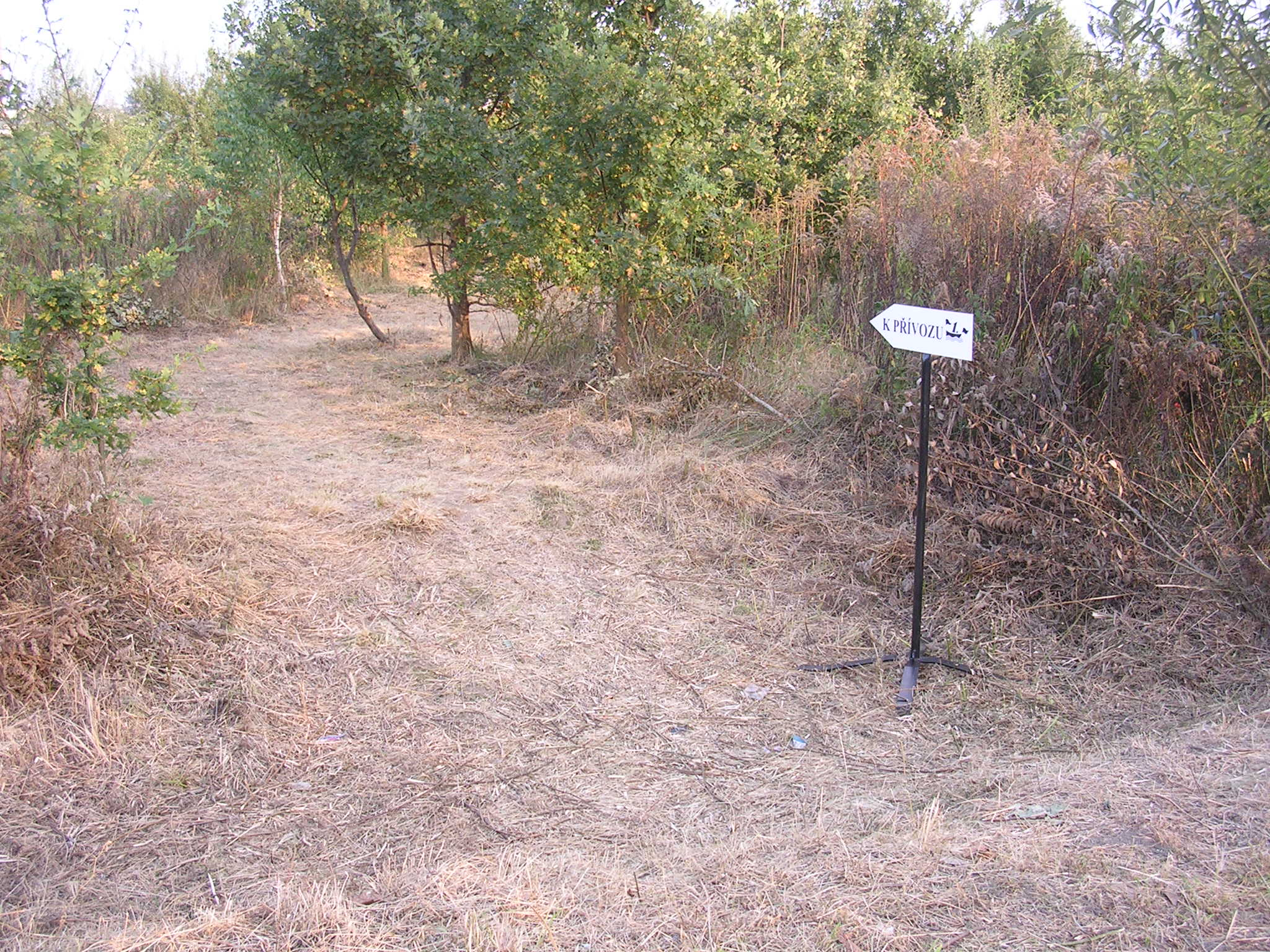
Přístupová cesta v Lahovičkách

Přívoz Lahovičky – Nádraží Modřany pod označením P6 v rámci Pražské integrované dopravy (v databázích pod číslem 691, později 696) je v provozu zkušebně od 18. září 2009 (slavnostní zahájení se konalo v pátek 18. 9. dopoledne, první jízdní řád má uvedenou platnost od soboty 19. září 2009) do 1. listopadu 2009. Od 1. listopadu 2010 byl sezónní provoz změněn na celoroční. Provozovatelem je společnost Pražské Benátky s. r. o. (do roku 2011 pod názvem První Všeobecná Člunovací Společnost s. r. o.). Majitelem obou společností je Zdeněk Bergman.
Přístaviště Lahovičky na levém břehu Vltavy je vzdálené asi 700 m od stejnojmenné autobusové zastávky. Na pravém břehu je přístaviště jižně od zastávek MHD Nádraží Modřany a železniční zastávky Praha-Modřany zastávka a ulice U kina, několik set metrů nad Modřanským jezem, u stávajícího zděného schodiště v navigaci. Na obou březích navazuje přívoz na páteřní cyklotrasy, A1 na levém břehu a A2 na pravém břehu. Přívoz propojuje hustě osídlené Modřany s rekreační oblastí kolem Berounky a Chuchle. K oběma přístavištím je bezbariérový přístup.
Nasazena je malá krytá motorová loďka s kapacitou 12 cestujících. Od roku 2016 zde slouží veřejnosti bezbariérová loď typu Naomi Zkušební provoz je v dle jízdního řádu v pravidelném intervalu 20 minut denně od 7 do 19 hodin, podle potřeby se však intervaly v případě zájmu zkracují. Náklady na cca 40denní zkušební provoz byly vyčísleny na 255 000 Kč.

## Historie
Již od středověku existoval Lahovický přívoz z Lahovic do Komořan, který byl součástí obchodní cesty z jižních Čech do Prahy a ve 3. čtvrtině 19. století měl klíčový význam pro zásobování modřanských průmyslových podniků.
Na území Modřan fungovalo v novodobé historii několik přívozů:
- Modřany – Lahovičky: Obecní přívoz byl v provozu od doby před první světovou válkou do roku 1950. Sloužil hlavně rolníkům, kteří měli pole na opačném břehu.[9] (Podle Fojtíka poprvé doložen 1914, naposledy 1971[10])
- Modřany (U Kina) – Velká Chuchle (u nádraží): Přívoz byl zřízen v roce 1933 pro dělníky dojíždějící z levého břehu do modřanských továren. Provozoval jej Josef Borovička z Modřan. Od roku 1948 je převzal obecní kombinát městyse Modřan. V roce 1963 správce v rámci generální opravy (14. prosince 1962 – 22. listopadu 1963) spodní lano pod vodou nahradil vrchním lanem na ocelových sloupech, zakoupil novou loď a postavil i nový domek pro převozníka. Při zahájení výstavby modřanského zdymadla v roce 1979 přívoz zanikl.[8][9][10]
- Modřany (pod Bellarií) – Velká Chuchle (obec): poprvé doložen 1898, naposledy 1919[10]

První zprávy o chystaném přívozu v rámci PID se objevily v roce 2007, kdy se uvažovalo o zahájení v roce 2008. Z finančních důvodů byl však záměr zatím odložen. V září 2008 bylo zprovoznění přívozu avizováno na 1. červenec 2009, avšak byl plánován v trase Přívoz Modřany – Velká Chuchle, pod modřanským jezem, zhruba mezi posledními dvěma jmenovanými dřívějšími přívozy. Na modřanské straně měl končit u nově zřizovaného sportovně-zábavního areálu, na levém břehu v blízkosti chuchelského závodiště. Ve Velké Chuchli mělo ke kotvení přívozu a nástupu a výstupu osob sloužit přístaviště tvořené plovoucím molem o rozměru 15×3 metru na říčním kilometru 61. O zřízení přístaviště žádala v březnu 2008 společnost „BG Technik cs, a. s. Honda – motorové stroje“ a přístaviště mělo sloužit i ke kotvení předváděcích lodí Honda Marine.
Začátkem května 2009 se objevila zpráva, že na přívoz již magistrát vydal povolení, avšak v trase Lahovičky – Modřany, tedy výše po proudu, než se o rok dříve plánovalo (přibližně mezi přívozem zaniklým kolem roku 1979 a přívozem zaniklým v roce 1971), přičemž podle této zprávy měl být provoz zahájen 1. června 2009.
Nakonec byl přívoz slavnostně zprovozněn v pátek 18. září 2009 u příležitosti Evropského týdne mobility, zároveň byl prezentován i v rámci programu Pro zdravé město, projekt čisté a zelené Prahy.
Od roku 2016 zde slouží veřejnosti bezbariérová loď typu Naomi.

## Využívanost
Vykazovaná využívanost přívozu za období provozu v rámci PID:
- 2009: 2 956 přepravených osob (jen 19. 9. až 1. 11.)
- 2010: 12 529 přepravených osob (po letní sezóně zůstal provoz celoroční)
- 2011: 17 903 přepravených osob, tj. průměrně 52 denně[16]
- 2012: 21 052 přepravených osob
- 2013: 12 466 přepravených osob
- 2014: 18 826 přepravených osob
- 2015: 22 301 přepravených osob
- 2016: 28 660 přepravených osob

Tento přívoz je nejméně využívaný ze všech přívozů PID.